# آرچیبالد هانتر
آرچیبالد هانتر (انگلیسی: Archibald Hunter; ۶ سپتامبر ۱۸۵۶ – ۲۸ ژوئن ۱۹۳۶) فرد نظامی اهل بریتانیا بود. وی همچنین برندهٔ جوایزی همچون نشان حمام و نشان سلطنتی ویکتوریایی شده‌است.